# Juke Joint Chapel
Juke Joint Chapel — сольний альбом американського виконавця на губній гармоніці Чарлі Масселвайта, записаний наживо у концертній залі The Juke Joint Chapel, Shake Up Inn, Кларксдейл, штат Міссісіпі, 12 серпня 2012 року. Реліз відбувся 30 жовтня 2013 року на власному лейблі Henrietta Records.
Продюсували альбом Гері Вінсент та дружина Чарлі, Генрієтта Масселвайт.
Альбом містить п'ять оригінальних композицій Масселвайта та сім каверів. Стилістично  вони поєднують чиказький та мемфіський блюз. Виконання Масселвайта супроводжує гурт у складі Метта Стаббса (гітара), Майка Філліпса (бас) та Джина Кора (ударні). Критичні оцінки альбому були, здебільшого, позитивними, підкреслювався завжди високий рівень виконавчої техніки та майстерності, хоча серед недоліків відзначалася значна традиційність та недостатніть нових композицій.
2014 року альбом номіновано на премію Греммі в категорії «Найкращий блюзовий альбом».

## Список композицій
| Трек | Назва                        | Автори                        | Тривалість |
| ---- | ---------------------------- | ----------------------------- | ---------- |
| 1    | «Bad Boy»                    | Едді Тейлор                   | 7:46       |
| 2    | «Roll Your Money Maker»      | Шейкі Джейк Гарріс            | 4:33       |
| 3    | «As The Crow Flies»          | Тоні Джо Вайт                 | 7:00       |
| 4    | «Gone Too Long»              | Шейкі Джейк Гарріс            | 4:50       |
| 5    | «It Ain't Right»             | Літтл Волтер                  | 9:40       |
| 6    | «Strange Land»               | Чарлі Масселвайт              | 5:40       |
| 7    | «The Blues Overtook Me»      | Чарлі Масселвайт              | 6:45       |
| 8    | «River Hip Mama»             | Ендрю Джонс, Чарлі Масселвайт | 3:20       |
| 9    | «Blues Why Do You Worry Me?» | Чарлі Масселвайт              | 5:33       |
| 10   | «Feel It In Your Heart»      | Чарлі Масселвайт              | 4:20       |
| 11   | «I'm Going Home»             | Прінс Конлі                   | 5:15       |
| 12   | «Christo Redemptor»          | Дюк Пірсон                    | 5:50       |

## Виконавці
- Чарлі Масселвайт — губна гармоніка, вокал
- Майк Філліпс — бас-гітара, бек-вокал
- Джун Кор — барабани
- Метт Стаббс — гітара

- Продюсер — Генрієтта Масселвайт